# Rhinogobio
Rhinogobio es un género de peces de la familia Cyprinidae, endémico de China. Actualmente hay cinco especies descritas dentro de este género.

## Especies
- Rhinogobio cylindricus Günther, 1888
- Rhinogobio hunanensis J. H. Tang, 1980
- Rhinogobio nasutus (Kessler, 1876)
- Rhinogobio typus Bleeker, 1871
- Rhinogobio ventralis Sauvage & Dabry de Thiersant, 1874